# استخراج النفط الصخري
استخراج النفط الصخرى هو عملية صناعية لإنتاج النفط غير التقليدي. هذه العملية تستهدف تحويل الكيروجين في السجيل الزيتي إلى نفط صخري من التحلل الحرارى، والهدرجة، أو الحل الحراري. ويستخدم الزيت الصخري الناتج كوقود نفطى أو كعملية ترقية وذلك يعنى أن مرفقا يقوم بترقية البيتومين (خارج النفط الثقيل) في النفط الخام الاصطناعية. وتقع مصانع آب جريدر عادة بالقرب من مواقع إنتاج النفط الصخرى على سبيل المثال، والنفط الرملى في أثاباسكا في ألبرتا، كندا أو القطران الرملى أورينوكو في فنزويلا. للوفاء بمواصفات مصفاة النفط للمواد الخام عن طريق إضافة الهيدروجين وإزالة شوائب الكبريت والنيتروجين.
عادة ما يتم إجراء استخراج النفط الصخرى فوق سطح الأرض 'معالجة' ('خارج الموقع') عن طريق تعدين النفط الصخرى ومن ثم التعامل معه في منشآت المعالجة. غيرها من التقنيات الحديثة تقوم بأداء معالجة تحت الأرض (في الموقع أو  المعالجة في الموقع ) عن طريق تطبيق الحرارة واستخراج النفط عن طريق بئر نفط.
اقرب وصف للعملية يعود إلى القرن العاشر. في عام 1684، منحت بريطانيا العظمى أول براءة اختراع رسمية لعملية استخراج. أصبحت الصناعات الاستخراجية والابتكارات منشرة على نطاق واسع خلال القرن التاسع عشر. انكمشت هذه الصناعة في منتصف القرن العشرين بعد اكتشاف احتياطيات نفطية تقليدية كبيرة، ولكن ارتفاع أسعار النفط أدت في بداية القرن ال21 إلى الاهتمام المتجدد، يرافقه تطوير واختبار أحدث التقنيات.
اعتبارا من عام 2010، والصناعات الرئيسية التي طال أمدها لإستخراج النفط الصخري تعمل في استونيا، البرازيل، والصين. الجدوى الاقتصادية لها عادة ما تتطلب عدم وجود النفط الخام متوفرا محليا. وقد لعبت قضايا أمن الطاقة الوطنية أيضا دورا في تطويره. النقاد طرحو أسئلة حول قضايا الإدارة البيئية لاستخراج النفط الصخرى، مثل التخلص من النفايات، واستخدام واسع النطاق للمياه، وإدارة مياه الصرف الصحي، وتلوث الهواء.

## التاريخ

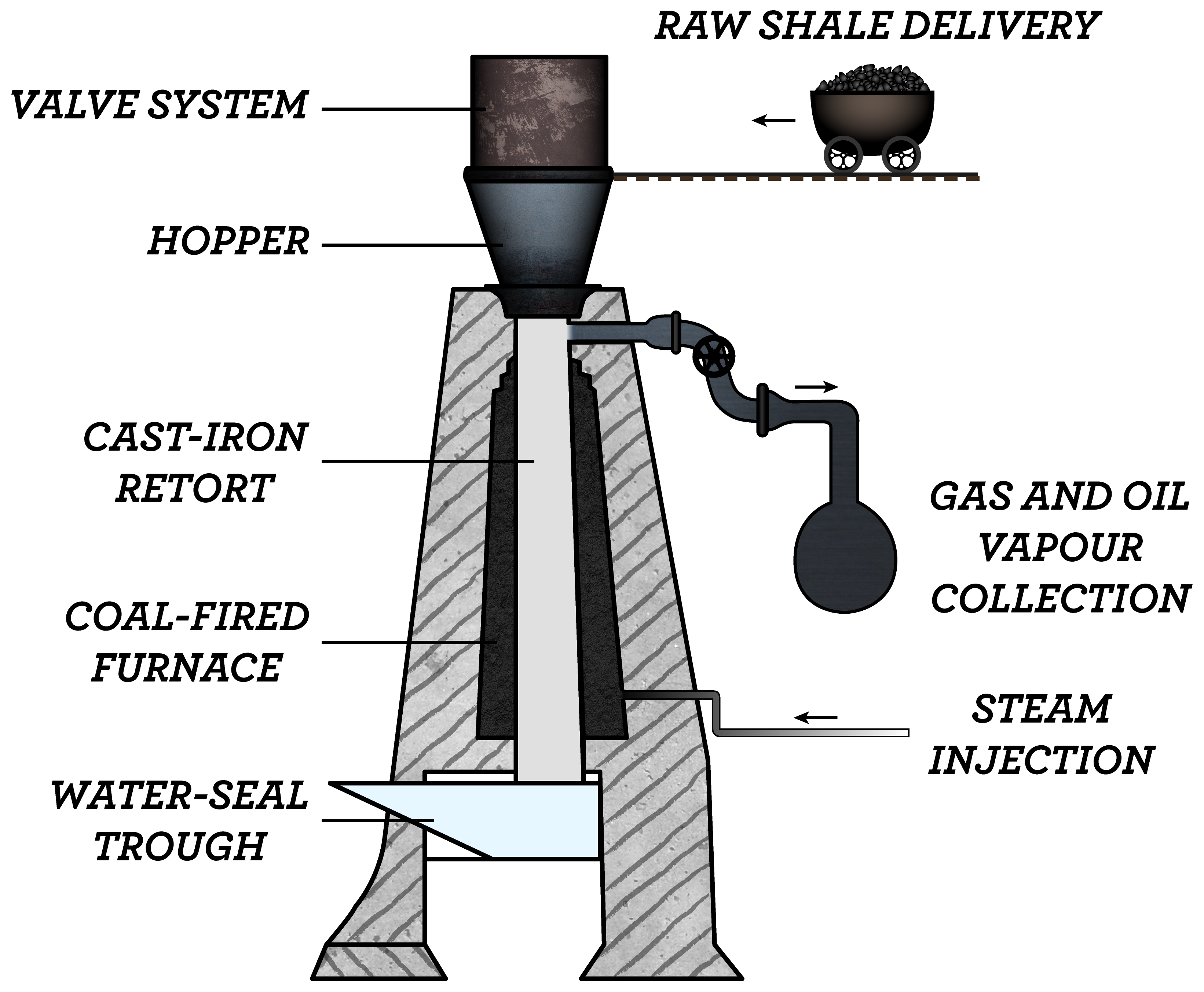
معوجة أليكساندر سى كيرك, المستخدمة في منتصف إلى أواخر القرن التاسع عشر، كان واحدا من أول الأواني العمودية البسيطة غير المكلفة لإنتاج الصخر الزيتي. تصميمه هو نموذجي وهو من الأدوات البسيطة غير المكلفة المستخدمة في نهاية القرن التاسع عشر وبداية القرن العشرين.

في القرن العاشر، الطبيب العربي ماسويه المارديني (ماسويه المارديني الأصغر) كتب عن تجاربه في استخراج النفط من نوع «النفط الصخرى». منحت براءات اختراع النفط الصخرى الأولى لإستخراج النفط من قبل التاج البريطاني في عام 1684 إلى ثلاثة أشخاص الذين لديهم «وجدت طريقة لاستخراج وإنتاج كميات كبيرة من القار، والزفت، وoyle من نوع من الصخر». الاستخراج الصناعي الحديث للنفط الصخرى نشأ في فرنسا مع تنفيذ عملية اخترعها الكسندر سيليج في عام 1838، وجرى تحسينها بعد عقد من الزمن في وقت لاحق في اسكتلندا باستخدام عملية اخترعها جيمس يونغ  خلال أواخر القرن التاسع عشر، قد تم بناء محطات في أستراليا، البرازيل، كندا، والولايات المتحدة. إن اختراع معوجة بامفريستون في 1894، الذي كان كثيرا أقل اعتمادا على نار الفحم من سابقاتها، وضع علامة على الفصل بين صناعة الصخر الزيتي وصناعة الفحم.
بدأت كل من الصين (منشوريا)، وإستونيا، ونيوزيلندا، وجنوب أفريقيا، وإسبانيا، والسويد، وسويسرا، استخراج النفط الصخري في أوائل القرن العشرين. لكن اكتشاف النفط الخام في تكساس خلال عشرينيات القرن العشرين وفي الشرق الأوسط في منتصف القرن أدى إلى إيقاف معظم صناعات الصخر الزيتي. في عام 1944، استأنفت الولايات المتحدة استخراج النفط الصخري جزءًا من برنامجها الخاص بإنتاج الوقود السائل الصناعي. أدى استمرار هذه الصناعات إلى هبوط أسعار النفط بشدة في الثمانينيات. في عام 1991، أُغلقت آخر معوجة للصخر الزيتي في الولايات المتحدة، التي كانت تديرها شركة يونوكال. أُعيد تشغيل البرنامج الأمريكي في عام 2003، ثم عقبه في عام 2005 برنامج التأجير التجاري الذي يسمح باستخراج الصخر الزيتي والرمال النفطية على الأراضي الفيدرالية وفقًا لقانون سياسة الطاقة لعام 2005.
ابتداءً من عام 2010، عملت إستونيا والبرازيل والصين في استخراج النفط الصخري. في عام 2008، أنتجت صناعاتها نحو 930,000 طن متري (17,700 برميل يوميًا) من النفط الصخري. اختبرت أستراليا والولايات المتحدة وكندا تقنيات استخراج النفط الصخري عن طريق مشاريع إيضاحية وتخطط للتنفيذ التجاري؛ أعلنت كل من المغرب والأردن عن عزمهما على القيام بنفس الأمر. توجد في الاستخدام التجاري أربع عمليات فقط: كيفيتر، وغالوتر، وفوشون، وبتروسيكس.

## تصنيف تقنيات الاستخراج
وضع المحللون الصناعيون عدة تصنيفات للتقنيات المستخدمة في استخراج النفط الصخري من الصخر الزيتي.
وفقًا لمبادئ العملية: استنادًا إلى معالجة الصخر الزيتي الخام باستخدام الحرارة والمذيبات، تُصنف على أنها تحلل حراري أو هدرجة أو انحلال حراري.
وفقًا للموقع: يُستخدم غالبًا في التمييز ما إذا كانت المعالجة تجري فوق الأرض أو تحتها، وتصنف التقنيات عمومًا على أنها خارج الموقع (موجودة في مكان آخر) أو في الموقع (في مكانها). في ما يتعلق بالمعالجة خارج الموقع، المعروفة أيضًا بالتقطير بالمعوجة فوق سطح الأرض، يُستخرج الصخر الزيتي تحت الأرض أو على سطحها ثم يُنقل إلى منشأة المعالجة. في المقابل، تحوّل المعالجة في الموقع مادة الكيروجين وهي لا تزال في شكل رواسب الصخر الزيتي، ثم تُستخرج عن طريق آبار النفط، حيث ترتفع بنفس طريقة النفط الخام التقليدي. بخلاف المعالجة خارج الموقع، لا تشمل العملية استخراج الصخر الزيتي المستهلك أو التخلص منه فوق سطح الأرض، وذلك لأن الصخر الزيتي المستهلك يبقى تحت الأرض.
وفقًا لطريقة التسخين: يمكن تصنيف طريقة نقل الحرارة من منتجات الاحتراق إلى الصخر الزيتي على أنها مباشرة أو غير مباشرة. تُصنف الطرق التي تسمح لنواتج الاحتراق بملامسة الصخر الزيتي ضمن المعوجة على أنها مباشرة، في حين تُصنف طرق حرق المواد خارج المعوجة لتسخين مادة أخرى تلامس الصخر الزيتي على أنها غير مباشرة.
وفقًا لحامل الحرارة: استنادًا إلى المادة المستخدمة لإيصال الطاقة الحرارية إلى الصخر الزيتي، صُنفت تقنيات المعالجة إلى حامل حرارة غازي، وحامل حرارة صلب، والتوصيل من خلال جدار، والسوائل التفاعلية، وأساليب التسخين الحجمي. يمكن تصنيف طرق حامل الحرارة على أنها مباشرة أو غير مباشرة.
وفقًا لحجم جزيئات الصخر الزيتي الخام: يمكن تمييز تقنيات المعالجة المختلفة خارج الموقع عن طريق حجم جزيئات الصخر الزيتي التي تضخ في المعوجات. كقاعدة عامة، تعالج تقنيات حامل الحرارة الغازي كتل الصخر الزيتي التي يتراوح قطرها من 10 مليمترات إلى 100 مليمتر (من 0.4 إلى 3.9 بوصة)، في حين تعالج تقنيات حامل الحرارة الصلب والتوصيل من خلال الجدار دقائق الخام التي يقل قطرها عن 10 مليمترات (0.4 بوصة).
وفقًا لاتجاه المعوجة: تصنف التقنيات «خارج الموقع» أحيانًا على أنها تقنيات عمودية أو أفقية. المعوجات العمودية هي عادة أفران قائمة حيث تنتقل طبقة من الصخر الزيتي من الأعلى إلى الأسفل بفعل الجاذبية. في حين تكون معوجات التقطير الأفقية براميل أو لوالب أفقية دوارة، يتحرك الصخر الزيتي داخلها من طرف إلى آخر. كقاعدة عامة، تعالج المعوجات العمودية الكتل باستخدام حامل حرارة غازي، في حين تعالج المعوجات الأفقية دقائق الخام باستخدام حامل حرارة صلب.
وفقًا لتعقيد التقنية المستخدمة: تصنف التقنيات الموجودة في الموقع عادة على أنها عمليات حقيقية في الموقع أو عمليات معدلة في الموقع. لا تشمل العمليات الحقيقية في الموقع استخراج الصخر الزيتي أو تكسيره، في حين تتضمن العمليات المعدلة في الموقع حفر رواسب الصخر الزيتي المستهلك وتكسيرها لإنشاء فراغات في الرواسب. تتيح الفراغات تدفقًا أفضل للغازات والسوائل خلال الرواسب، ما يزيد من حجم النفط الصخري المنتج وجودته.

## قواعد المعالجة

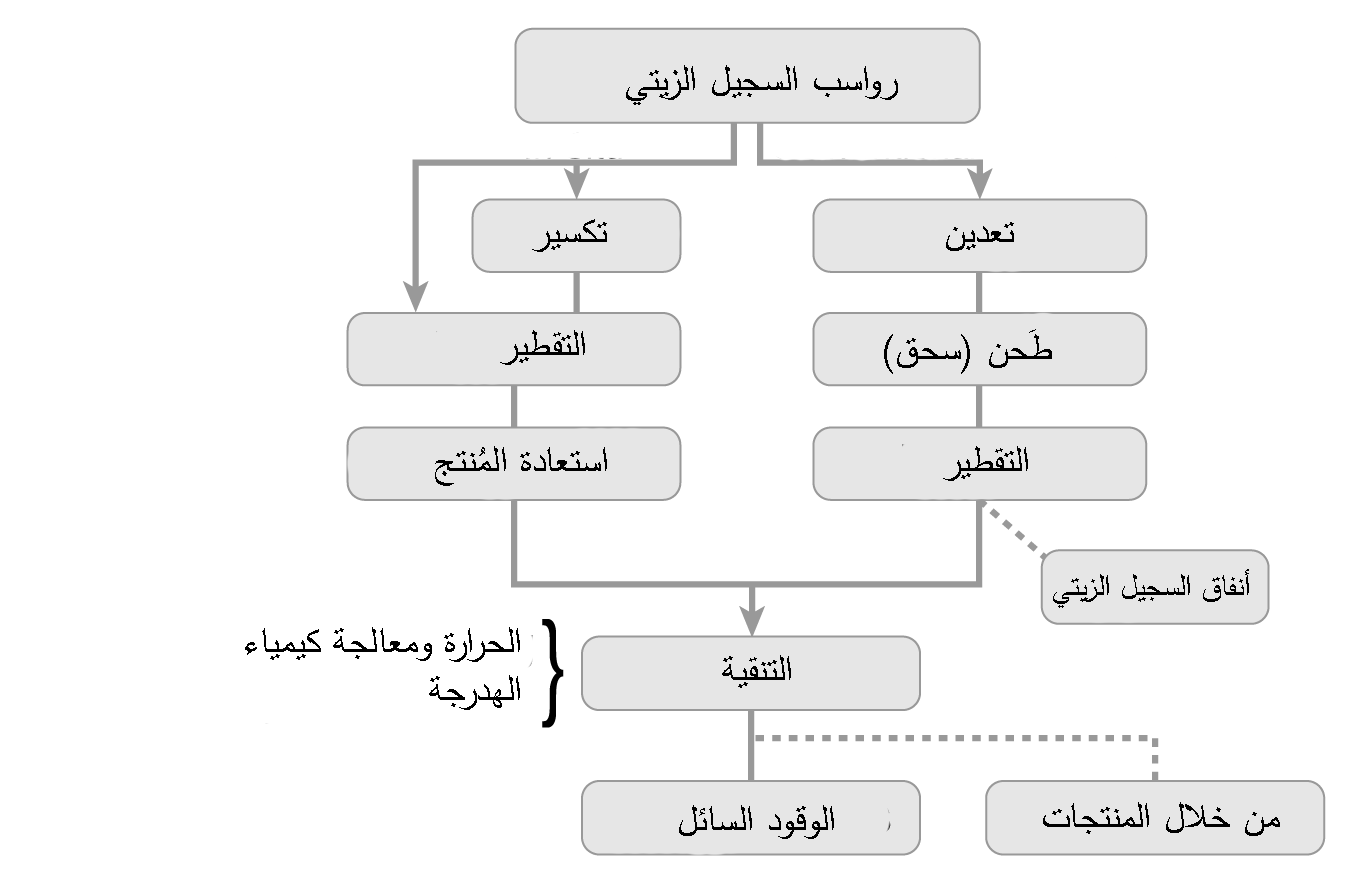
لمحة عامة عن استخراج النفط الصخرى

تحلل عملية استخراج النفط الصخري الصخر الزيتي، وتحول مادة الكيروجين إلى النفط الصخري الذي يشبه النفط الخام الصناعي. يُستخدم التحلل الحراري أو الهدرجة أو الانحلال الحراري في إجراء عملية استخراج النفط الصخري. تُقيَّم كفاءة عمليات الاستخراج غالبًا من خلال مقارنة محصولها بنتائج فحص فيشر المطبق على عينة من الصخر الزيتي.
يعد التحلل الحراري (المعروف أيضًا باسم التقطير أو التقطير الإتلافي) طريقة الاستخراج الأقدم والأكثر شيوعًا. في هذه العملية، يسخن الصخر الزيتي في غياب الأكسجين إلى أن تتحلل مادة الكيروجين إلى أبخرة النفط الصخري المتكثفة وغاز الصخر الزيتي غير القابل للاشتعال. ثم تجمع أبخرة النفط وغاز الصخر الزيتي وتبرد، ما يسبب تكثف النفط الصخري. تنتج معالجة الصخر الزيتي أيضًا الصخر الزيتي المستهلك، ويمثل البقايا الصلبة. يتكون الصخر الزيتي المستهلك من مركبات لاعضوية (معادن) وفحم (بقايا كربونية تتكون من مادة الكيروجين). يؤدي حرق الفحم بعيدًا عن الصخر الزيتي المستهلك إلى إنتاج رماد الصخر الزيتي. يمكن استخدام الصخر الزيتي المستهلك ورماد الصخر الزيتي في صناعة الأسمنت أو الطوب. قد يمنح تكوين الصخر الزيتي قيمة مضافة لعملية الاستخراج عبر استرداد المنتجات الثانوية، التي تتضمن الأمونيا، والكبريت، والمركبات العطرية، والزفت، والإسفلت، والشمع.
إن تسخين الصخر الزيتي إلى درجة حرارة التحلل الحراري وأيضًا إكمال تفاعلات الانحلال الماصة للحرارة في مادة الكيروجين يحتاجان إلى مصدر طاقة. تولد بعض التقنيات الحرارة المطلوبة عبر حرق أنواع أخرى من الوقود الأحفوري مثل الغاز الطبيعي أو النفط أو الفحم، في حين استغلت الطرق التجريبية الكهرباء، أو موجات الراديو، أو الموجات الميكروية، أو السوائل التفاعلية لهذا الغرض. تُستخدم استراتيجيتان للحد من متطلبات الطاقة الحرارية الخارجية أو حتى إزالتها: يمكن حرق غاز الصخر الزيتي ومنتجات الفحم الثانوية الناتجة عن التحلل الحراري واستخدامها مصدرًا للطاقة، أو يمكن استخدام الحرارة الموجودة في الصخر الزيتي المستهلك الساخن ورماد الصخر الزيتي في التسخين المسبق للصخر الزيتي الخام.
بالنسبة للمعالجة خارج الموقع، يُكسر الصخر الزيتي إلى قطع صغيرة، ما يزيد من مساحة السطح للحصول على استخراج أفضل للنفط الصخري. تعتمد درجة الحرارة التي تحدث عندها عملية تحلل الصخر الزيتي على مقدار الوقت الذي تستغرقه العملية. في عمليات التقطير بالمعوجة في الموقع، تبدأ العملية عند درجة حرارة 300 درجة مئوية (570 درجة فهرنهايت)، وتسير بسرعة أكبر وبصفة كاملة عند درجات حرارة أعلى. تنتج أكبر كمية من النفط عند درجة حرارة تتراوح بين 480 و520 درجة مئوية (900 و970 درجة فهرنهايت). تزداد نسبة غاز الصخر الزيتي إلى النفط الصخري بازدياد درجات حرارة التقطير بالمعوجة. في ما يتعلق بالعمليات الحديثة في الموقع، فقد تستغرق عدة أشهر من التسخين، ويمكن إجراء عملية التحلل في درجات حرارة منخفضة تصل إلى 250 درجة مئوية (480 درجة فهرنهايت). يُحبذ استخدام درجات الحرارة التي تقل عن 600 درجة مئوية (1,110 درجات فهرنهايت)، لأن ذلك يمنع تحلل الحجر الجيري والدولوميت في الصخر، ومن ثم يحد من انبعاثات ثنائي أكسيد الكربون واستهلاك الطاقة.
تستخرج عمليتا الهدرجة والانحلال الحراري (عمليات السوائل التفاعلية) النفط باستخدام مانحات الهيدروجين أو المذيبات أو مزيج منهما. تشمل عملية الانحلال الحراري استخدام المذيبات في درجات حرارة وضغوط مرتفعة، ما يزيد من إنتاج النفط عن طريق كسر المواد العضوية المذابة. يؤدي استخدام طرق مختلفة لإنتاج النفط الصخري إلى الحصول على خصائص مختلفة.